# Krásná Lípa (stacja kolejowa)
Krásná Lípa – stacja kolejowa w Krásnej Lípie, w kraju usteckim, w Czechach. Jest ważnym węzłem kolejowym o znaczeniu regionalnym. Znajduje się na wysokości 450 m n.p.m.
Jest zarządzana przez Správę železnic. Na stacji znajdują się kasy biletowe, na których istnieje możliwość zakupu biletów na wszystkie pociągi w tym międzynarodowe oraz rezerwacji miejsc.

## Linie kolejowe
- 081 Děčín – Rumburk
- 085 Krásná Lípa – Panský